# Черновской район
Черновской район — административно-территориальная единица в составе Уральской, Свердловской, Молотовской и Пермской областей, существовавшая в 1924—1931 и 1935—1959 годах. Административный центр — село Черновское.

## Население
По данным переписи 1939 года в районе проживало 18 087 жителей (в том числе русские — 97,5 %).

## История
Черновской район район был образован 27 февраля 1924 года в составе Сарапульского округа Уральской области РСФСР. После ликвидации округов в 1930 году район перешёл в прямое подчинение Уральской области.
10 июня 1931 года Черновской район был упразднён.
25 января 1935 года Черновской район район был восстановлен в составе Свердловской области. В 1938 году вошёл в состав Пермской области (в 1940—1957 называлась Молотовской).
По данным 1947 года район включал 14 сельсоветов: Басалгинский, Бердышевский, Ельшатский, Кукушкинский, Лапшинский, Лисьинский, Лыпский, Марасановский, Плоскинский, Полозовский, Тойкинский, Фомичевский, Черновский и Чистопереволочный.
4 ноября 1959 году Черновской район был упразднён, а его территория разделена между Больше-Сосновским и Частинским районами.